# Sĩ Tôn Thụy
Sĩ Tôn Thụy (士孫瑞, bính âm: Shìsūn Ruì, WG: Shih4 sun1 Jui4; 129-195) là một quan văn thời Đông Hán, giữ chức Bộc xạ. Người được xem là đồng mưu của Vương Doãn trong kế hoạch ám sát Đổng Trác. Xuất hiện trong hồi 9 của tiểu thuyết Tam Quốc diễn nghĩa, Sĩ Tôn Thụy là người bày cho Vương Doãn đến vời Lã Bố thực hiện kế hoạch. Sau ông thay mặt Hán Hiến Đế viết chiếu thư sai Lã Bố giết Đổng Trác.